# Cima Falkner
La Cima Falkner (2.999 m s.l.m.), nota in precedenza come Torre di Vallesinella, è una montagna delle Alpi Retiche meridionali, in provincia di Trento, che prende il nome dal suo primo salitore, Alberto de Falkner (1882).
La Cima è la vetta più alta del massiccio del Grostè, sottogruppo settentrionale delle Dolomiti di Brenta, e uno dei "grandi esclusi" (per un solo metro) tra i Tremila delle Dolomiti.

## Descrizione
(Gino Buscaini e Ettore Castiglioni, Dolomiti di Brenta)

## Itinerari
La via normale a questa cima è stata aperta dallo stesso Falkner, che, insieme con Antonio Dallagiacoma, l'ha salita per primo nell'estate 1882. La via risale il canalone SE, e quindi il versante S/SE della montagna, con difficoltà comprese tra EE e il grado I+ della scala UIAA (valutazione complessiva: F+). Partendo dal Rifugio Graffer al Grostè, la salita richiede 2.00-2.30 h per un dislivello di 680 m.
Molti altri itinerari di carattere alpinistico sono stati aperti in seguito su questa montagna, a partire dalla via Garbari sulla parete E (aperta nel 1884 da Carlo Garbari, II grado), fino alla severa via Detassis sulla parete O/SO (Bruno Detassis e compagni, 1947, V grado) e oltre.
Tra il 29 luglio 2025 e il 4 agosto 2025 la Cima Falkner ha subito un crollo complessivo di mezzo milione di cubi di roccia, coinvolgendo anche la vicina Cima del Grosté. Di conseguenza, la provincia di Tre Ville in accordo con la Protezione Civile ha reso inaccessibili al pubblico i sentieri SAT-O305“Via ferrata delle bocchette Aldo e Rodolfo Benigni” ed il sentiero SAT-O331 del Passo del Grosté per rischio crolli. Riaperti i sentieri SAT-O316 dal Passo Grostè al Rifugio Tuckett & Sella e SAT-O315 “Via ferrata Bruno Dallagiacoma”.